# Marcin Dylla

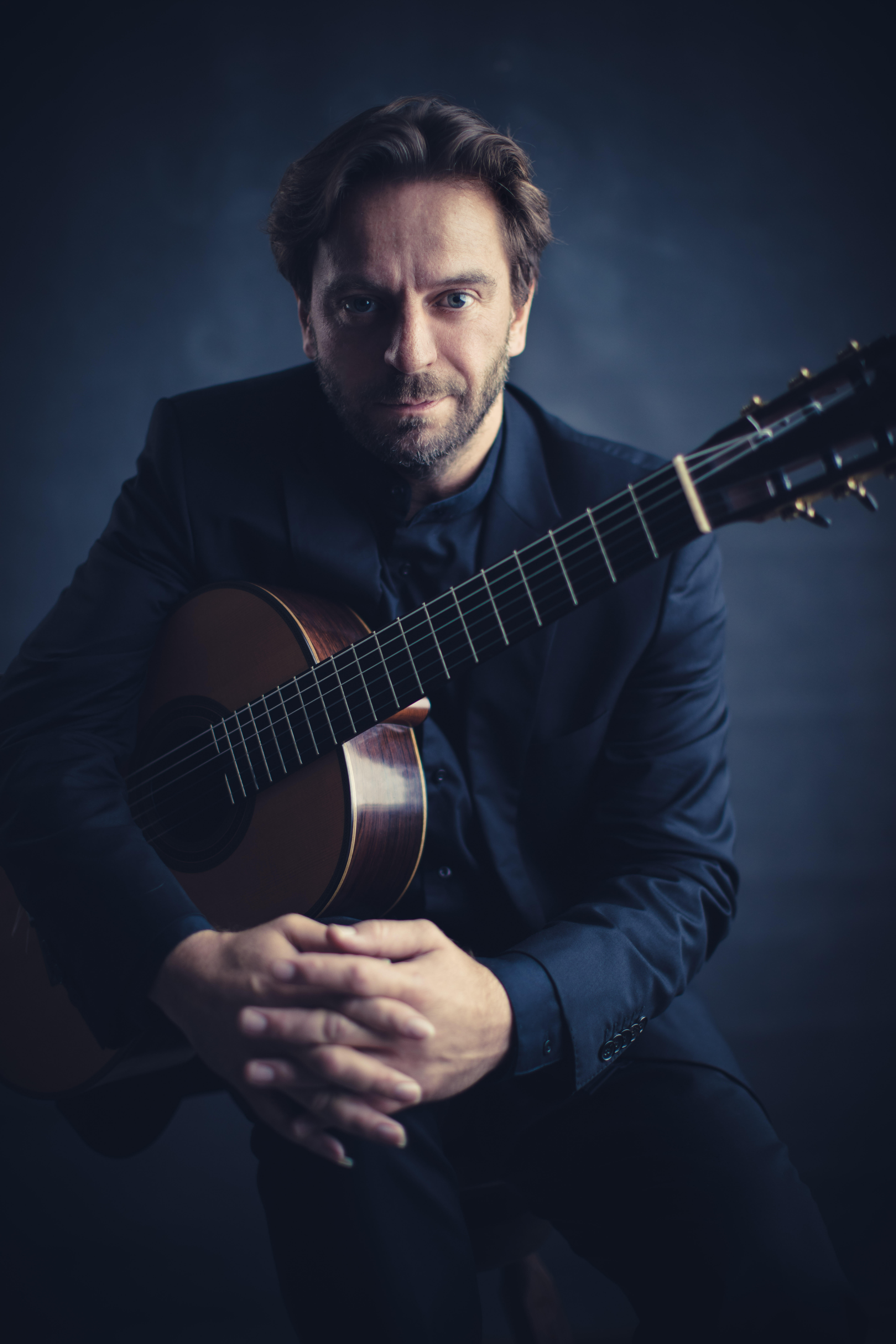
Marcin Dylla, fot. Łukasz Rajchert

Marcin Dylla (* 1976 in Chorzów) ist ein polnischer Gitarrist.

## Biografie
Marcin Dylla erhielt seinen ersten Gitarrenunterricht im Alter von 8 Jahren an der Musikschule in Ruda Śląska. Von 1995 bis 2000 studierte er an der Musikakademie Katowice bei Adi Wanda Palacz. Er setzte seine Gitarrenausbildung bei Oscar Ghiglia an der Musik-Akademie der Stadt Basel, Sonja Prunnbauer an der Hochschule für Musik Freiburg und bei Carlo Marchione am Conservatorium Maastricht (Niederlande) fort. Von 1996 bis 2007 gewann Marcin Dylla 19 erste Plätze bei bekannten internationalen Gitarrenwettbewerben.
Im Jahr 2006 wählte Cecilia Rodrigo, die Tochter des legendären spanischen Komponisten Joaquín Rodrigo, Marcin Dylla aus, um die „Toccata (1933)“ – ein erst spät aufgefundenes und bis dahin unbekanntes Gitarrenwerk ihres Vaters – als Weltpremiere uraufzuführen. Im darauf folgenden Jahr spielte er als Solist mit dem Hermitage Staatsorchester in Sankt Petersburg. Danach tourte Dylla durch die Vereinigten Staaten von Amerika. In der Saison 2008/09 hatte er Auftritte in 50 Städten in Nordamerika, Mexiko und Kanada. Seine Live-DVD Wawel Royal Castle at Dusk war 2010 für den polnischen Fryderyk Musikpreis in der Kategorie Klassisches Solo-Album des Jahres nominiert. In der Saison 2011/12 fand sein Debüt mit den Warschauer Philharmonikern unter der Leitung von Christian Arming statt. Es folgten Auftritte in Europa und Mexiko. Im Jahr 2013 tourte Marcin Dylla erneut durch Nordamerika. Der Höhepunkt dieser Tournee war am 11. April 2013 sein Debüt in der Carnegie Hall in New York City.
Marcin Dylla unterrichtete an der Musikakademie Krakau und war Doktorand an der Musikakademie Katowice. Er lebt in Deutschland und wird von Wolfgang Condin und seiner Künstleragentur „Blue Orchid Artist Management“ vertreten.
Seit 2013 lehrt Dylla als Professor an der Musikakademie Katowice, außerdem ist er seit dem Sommersemester 2017 Professor an der Musikhochschule Münster.

## Auszeichnungen (Auswahl)
Zu den Wettbewerben, die Dylla gewann, zählten im Jahr 2000 der Concurso Internacional de Guitarra Alhambra in Spanien, 2001 der Concorso di Chitarra Classica «Città di Alessandria» in Italien und 2007 die International Guitar Competition «Guitar Foundation of America» in den Vereinigten Staaten.

## Rezeption
„But it is no mystery that Dylla has been dominating guitar competitions world-wide and is performing his Carnegie Hall debut this week. There are simply few guitarists who can play with his finesse, musicality, and command.“

„Dylla’s a world-class virtuoso — you don’t win first prize at 19 international competitions for nothing — and the evening was a riveting display of guitar technique. But it wasn’t his pinpoint accuracy that dazzled, so much as his deeply felt, almost sensual poeticism. This was playing of almost Romantic-era passion — and it was impossible not to be moved by it.“

„Incredible is a word used far too frequently these days, with the result that it has lost much of its original impact and has come to signify merely something good rather than something unbelievable. Polish guitarist and German resident Marcin Dylla restored the meaning of the word Saturday in an absolutely stunning concert, the final event in GuitarSarasota's current season.“

„Der Auftritt des polnischen Weltklasse-Gitarristen Marcin Dylla in der Wehrer Stadthalle zum Auftakt des "Akkorde"-Festivals war von außerordentlicher Intensität. ... Sehr virtuos, federleicht und blitzschnell zaubern seine Finger die Klangbilder und Effekte aus seinem Instrument, versunkene, elegische Momente ebenso wie perkussive Schläge auf den Gitarrenkorpus und heftige Passagen, die er in so fabelhafter Rasgueado-Technik spielt, dass es wie reine Zauberei wirkt.“

## Instrumente
Dylla spielt eine Konzertgitarre des kanadischen Gitarrenbauers Daryl Perry.

## Diskografie
- Guitar Recital, 2007 (Naxos)
- Marcin Dylla (DVD), 2007 (Melbay) (Memento vom 28. Dezember 2015 im Internet Archive)
- Wawel At Dusk (DVD), 2007 (Castello) (Memento vom 28. Dezember 2015 im Internet Archive)
- Chitarra Giocosa, 2005 (Fleur de Son)
- Sonatas, 2003 (RTVE-Música) (Memento vom 16. Dezember 2011 im Internet Archive)
- 100 Anni Con J. Rodrigo – Michele Pittaluga Competition, 2001
- Polish Guitar Music, 1998 (Settembrini)

## Musikvideos
- Marcin Dylla - Introduzione e Capriccio (Giulio Regondi)
- Marcin Dylla - Valses Poéticos 4-8 (Enrique Granados)
- Marcin Dylla - Rossiniana Nr.1 Op. 116 (Mauro Giuliani)